# Divella
F. Divella S.p.A. è un'impresa italiana operante nel settore alimentare fondata nel 1890 a Rutigliano, nella città metropolitana di Bari.
Produce pasta di semola di grano duro, biscotti, aceto, olio di oliva, riso e sughi pronti e altri prodotti.

## Storia
L'azienda nasce nel 1890, quando il fondatore Francesco Divella costruì il primo mulino per la macinazione del grano a Rutigliano (BA), piccolo comune agricolo nel centro delle vaste pianure pugliesi, luogo di coltivazione del grano duro.
Nel 2015 l’azienda ha investito 30 milioni di euro per le nuove linee di produzione.
Realizza, altresì, 220.000 tonnellate di pasta, 45 tonnellate di pasta fresca e 90 tonnellate di biscotti. Divella esporta i suoi prodotti anche all’estero, principalmente in Germania, Francia, Inghilterra, India, Giappone, Canada, Usa, Centro America, Sud America e Australia.

## Assetto societario
È una società per azioni, i cui Amministratori Delegati sono gli imprenditori Vincenzo Divella e Francesco Divella. Matteo Solimando è il presidente del consiglio di amministrazione.
L’assetto societario è così composto: 20,74% delle azioni a Francesco Divella, 15,71% a Cirillo Divella, 12,27% a Vincenzo Divella, 11,66% ad Agostino Divella, 11,64% a Pasquale Divella, mentre il restante 27,98% è suddiviso tra i piccoli azionisti.

## Dati economici
Il fatturato, al 2015, arriva alla cifra di 326 milioni di euro, e diviene la seconda azienda nel settore pasta in Italia secondo i dati Nielsen.

## Slogan pubblicitario
In Italia lo slogan utilizzato è "Divella, Passione mediterranea". All’estero invece lo slogan è “Passione mediterranea nel mondo”.

## Riconoscimenti
- 2019 - Premio industria Felix, migliore impresa del settore agroalimentare della regione Puglia
- 19 giugno 2020 - Il Ministero dello Sviluppo Economico emetterà un francobollo appartenente alla serie tematica “ le Eccellenze del sistema produttivo ed economico” per ricordare i 130 anni di attività.  Archiviato il 12 giugno 2020 in Internet Archive.